# Pierre Boulanger
Pierre Boulanger, född 8 augusti 1987, är en fransk skådespelare. Han är mest känd för sin medverkan i filmen Monsieur Ibrahim et les fleurs du Coran från 2003, där han spelade en ung judisk pojke, Moises "Momo" Schmidt. Den unga skådespelaren fokuserade därefter på sina studier. Två år senare så började han göra mindre roller i både TV och film. 2011 medverkade han i den amerikanska romantiska komedin Monte Carlo.